# Yokadouma
Yokadouma este un oraș situat în partea de sud-est a Camerunului, nu departe de frontiera cu Republica Centrafricană. La recensământul din 2005 a înregistrat o populație de 21.091 locuitori. Exploatări forestiere.